# Französische Rugby-League-Nationalmannschaft
Die französische Rugby-League-Nationalmannschaft vertritt Frankreich auf internationaler Ebene in der Sportart Rugby League. Das Team hat bislang an allen Rugby-League-Weltmeisterschaften teilgenommen und zählte lange Zeit zu den stärksten Nationalmannschaften der Welt. Die größten Erfolge waren zwei Vize-Weltmeisterschaften in den Jahren 1954 und 1968.

## Geschichte
Rugby League etablierte sich in Frankreich verhältnismäßig spät, erst 1934 trat die Nationalmannschaft zu ihrem ersten Spiel an, welches in Paris mit 21:32 gegen England verloren wurde. Nach dem Zweiten Weltkrieg stiegen die Franzosen zu einer internationalen Kraft im Rugby League auf und konnten zeitweise den führenden Nationen Großbritannien und Australien Paroli bieten. Die erste Rugby-League-Weltmeisterschaft fand 1954 in Frankreich statt, und die heimische Nationalmannschaft schaffte es nach Siegen über Australien und Neuseeland bis ins Endspiel, wo man jedoch den Briten mit 12:16 unterlag. Dies blieb bis heute das letzte WM-Finale, welches ohne die Kangaroos stattfand.
Nach zwei vierten Plätzen 1957 und 1960 zog Frankreich 1968 erneut ins Endspiel ein, unterlag allerdings Australien in Sydney deutlich mit 2:20. Zwei dritte Plätze in den Jahren 1970 und 1972 waren die letzten nennenswerten Erfolge der Franzosen bei Weltmeisterschaften, seither kämpft das Team gegen einen stetigen Niedergang an. Besonders blamabel verlief das Turnier 1995, als Frankreich trotz erheblich erweitertem Teilnehmerfeld kein Spiel gewinnen konnte und schon in der Vorrunde ausschied. Bei der bislang letzten WM im Jahr 2013 scheiterte das Team im Viertelfinale an England.